# Marti (cràter)
Martí és un cràter d'impacte en el planeta Mercuri de 69,48 km de diàmetre. Porta el nom de l'escriptor ubà José Julién Martí y Pérez (1853-1895), i el seu nom va ser aprovat per la Unió Astronòmica Internacional el 1976.